# Ferry Ier de Lorraine
Pour les articles homonymes, voir Ferry de Lorraine.
Ferry Ier de Lorraine ou Frédéric Ier de Lorraine, né vers 1143 et mort le 7 avril 1206, fut seigneur de Bitche de 1188 à 1206 et se proclama duc de Lorraine de 1205 à 1206. Il était le second fils du duc Mathieu Ier et de Judith de Hohenstaufen (1123-1195), aussi appelée Berthe. Il fut aussi le premier prince de la maison de Lorraine à porter l'écu aux alérions.
À la mort de son père, il revendiqua la succession du duché, soutenu par sa mère, contre son frère aîné Simon II. Il reçut le pays de Bitche, mais il s'estima lésé et une guerre de trois ans opposa les deux frères, jusqu'au traité de Ribemont qui lui donna la partie nord du duché, germanophone. Il prend alors le titre de duc-sire de Bitche, Sierck, Ormes et Gerbéviller. Vers 1180, il est en guerre avec Arnold, archevêque de Trèves ; il est battu et fait prisonnier avec son fils aîné. Sa libération se fait au prix de la perte de son château de Siersberg. En 1205, Simon II, sans enfants, abdique et désigne pour lui succéder Ferry II, le fils aîné de Ferry Ier, mais cela n'empêcha pas ce dernier de se proclamer duc de Lorraine. Il mourut l'année suivante.
Il avait épousé Ludmilla Piast (1150 † 1223), fille de Mieszko III le Vieux, duc de Grande-Pologne et d'Élisabeth Arpad. Ils eurent :
- Ferry II, duc de Lorraine ;
- Thierry le Diable, seigneur d'Autigny ;
- Henri le Lombard, qui bâtit le château de Bayon ;
- Simon, assassiné avant 1200 ;
- Philippe († 1243), seigneur de Gerbeviller :
- Matthieu (1170 † 1217), évêque de Toul ;
- Agathe († 12 juillet 1242), abbesse de Remiremont et de Bouxières ;
- Judith, dite Joathe épouse d'Henri II, comte de Salm (ils meurent tous deux quelques mois après mars 1245[1]) ;
- Hedwige († 1228), mariée à Henri Ier (de), comte de Deux-Ponts ;
- Cunégonde († av. 1213), mariée à Walram III († 1226), duc de Limbourg.

et certainement 3 autres enfants :
- Mathieu de Lorraine : un document existe à la BNF, qui fait état de 2 Mathieu fils de Ferry ;
- N... : sans doute abbesse de Saint-Pierre de Metz ;
- N... : élue abbesse de l'abbaye de l'Étanche avant 1198.

## Sources
- Henry Bogdan, La Lorraine des ducs, sept siècles d'histoire, Perrin, 2005 [détail des éditions] (ISBN 2-262-02113-9)